# CERK
CERK (англ. Ceramide kinase) – білок, який кодується однойменним геном, розташованим у людей на короткому плечі 22-ї хромосоми. Довжина поліпептидного ланцюга білка становить 537 амінокислот, а молекулярна маса — 59 977.
| 10         |  | 20         |  | 30         |  | 40         |  | 50         |
| ---------- |  | ---------- |  | ---------- |  | ---------- |  | ---------- |
| MGATGAAEPL |  | QSVLWVKQQR |  | CAVSLEPARA |  | LLRWWRSPGP |  | GAGAPGADAC |
| SVPVSEIIAV |  | EETDVHGKHQ |  | GSGKWQKMEK |  | PYAFTVHCVK |  | RARRHRWKWA |
| QVTFWCPEEQ |  | LCHLWLQTLR |  | EMLEKLTSRP |  | KHLLVFINPF |  | GGKGQGKRIY |
| ERKVAPLFTL |  | ASITTDIIVT |  | EHANQAKETL |  | YEINIDKYDG |  | IVCVGGDGMF |
| SEVLHGLIGR |  | TQRSAGVDQN |  | HPRAVLVPSS |  | LRIGIIPAGS |  | TDCVCYSTVG |
| TSDAETSALH |  | IVVGDSLAMD |  | VSSVHHNSTL |  | LRYSVSLLGY |  | GFYGDIIKDS |
| EKKRWLGLAR |  | YDFSGLKTFL |  | SHHCYEGTVS |  | FLPAQHTVGS |  | PRDRKPCRAG |
| CFVCRQSKQQ |  | LEEEQKKALY |  | GLEAAEDVEE |  | WQVVCGKFLA |  | INATNMSCAC |
| RRSPRGLSPA |  | AHLGDGSSDL |  | ILIRKCSRFN |  | FLRFLIRHTN |  | QQDQFDFTFV |
| EVYRVKKFQF |  | TSKHMEDEDS |  | DLKEGGKKRF |  | GHICSSHPSC |  | CCTVSNSSWN |
| CDGEVLHSPA |  | IEVRVHCQLV |  | RLFARGIEEN |  | PKPDSHS    |  |            |

A: Аланін

C: Цистеїн

D: Аспарагінова кислота

E: Глутамінова кислота

F: Фенілаланін

G: Гліцин

H: Гістидин

I: Ізолейцин

K: Лізин

L: Лейцин

M: Метіонін

N: Аспарагін

P: Пролін

Q: Глутамін

R: Аргінін

S: Серин

T: Треонін

V: Валін

W: Триптофан

Кодований геном білок за функціями належить до трансфераз, кіназ, фосфопротеїнів. 
Задіяний у такому біологічному процесі, як альтернативний сплайсинг. 
Білок має сайт для зв'язування з АТФ, нуклеотидами, іоном кальцію, іоном магнію. 
Локалізований у цитоплазмі, мембрані.